# Tropiometricola sphaeroconcha
Tropiometricola sphaeroconcha is een slakkensoort uit de familie van de Eulimidae. De wetenschappelijke naam van de soort is voor het eerst geldig gepubliceerd in 1974 door Habe.